# Округ Џеферсон (Вашингтон)
Округ Џеферсон (енгл. Jefferson County) је округ у америчкој савезној држави Вашингтон.

## Демографија
По попису из 2010. године број становника је 29.872, што је 3.919 (15,1%) становника више него 2000. године.
| Група             | 2000.          | 2010.          |
| Белци             | 23.628 (91,0%) | 26.681 (89,3%) |
| Афроамериканци    | 110 (0,4%)     | 246 (0,8%)     |
| Азијати           | 309 (1,2%)     | 464 (1,6%)     |
| Хиспаноамериканци | 535 (2,1%)     | 848 (2,8%)     |
| Укупно            | 25.953         | 29.872         |